# Hypselothyrea varanasiensis
Hypselothyrea varanasiensis är en tvåvingeart som beskrevs av Gupta 1974. Hypselothyrea varanasiensis ingår i släktet Hypselothyrea och familjen daggflugor. Inga underarter finns listade i Catalogue of Life.